# Clarissa Explains It All
Clarissa Explains It all ("Clarissa" ou "Clarissa Sabe Tudo", no Brasil) é uma série estadunidense da Nickelodeon dos anos 1990, estrelada por Melissa Joan Hart. O programa estreou em março de 1991 e terminou em outubro de 1994. Foi o primeiro sitcom da Nickelodeon a ter uma garota como protagonista.
Em português o título original significa "Clarissa Explica Isso Tudo", porque no começo de cada episódio ela dá um caso e diz "Eu explico...".
No Brasil, a série passou primeiro no programa Nickelodeon no canal Multishow,depois na Nickelodeon entre 1997 e 2000. Na TV aberta, passou no SBT na década de 90 e depois na Rede Globo no programa Sessão Comédia substituindo Alf, o ETeimoso. Em 2006, passou no extinto Pic Nick, da Rede Bandeirantes. Em 2021, a série passou a ser exibido no canal Nickteen, da Pluto TV. 

## Enredo
Clarissa quebra a barreira da terceira pessoa com a câmera e fala sobre sua vida, seus amigos, sua escola, e sua família. A série mostra sua vida com seus pais, seu irmão mais novo e seu melhor amigo, em uma pequena cidade no estado de Ohio.
Clarissa lida com problemas comuns da idade, como primeiro amor, notas da escola, aprender a dirigir, inseguranças, confrontando os problemas como adolescente de pensamento livre.

## Personagens
- Clarissa Darling (Melissa Joan Hart) - É uma adolescente de aproximadamente 14 anos (no inicio da série), inteligente, sarcástica e muito realista. Toda a série gira em torno do ponto de vista (exceto pelo episódio "Ferguson Explain It All). Contrariando seu racionalismo, ela tende a exagerar os problemas que aparecem. Ela geralmente fala sobre problemas que outras pessoas também podem ter. Tem um irmão inconveniente chamado Ferguson e seu melhor amigo é Sam, que normalmente entra na casa de Clarissa pela janela do quarto dela; ele sempre sobe por uma escada. Acredita em Ovnis. É conhecida pelas referências a cultura pop e várias sequências de sonhos surreais, além do seu estilo fashion único. Se interessa por fotografia, jornalismo e música rock.
- Sam (Sean O'Neal) - Melhor amigo e confidente de Clarissa, entra na casa dos Darlings normalmente pela janela do quarto de Clarissa, através de uma escada. É otimista e sempre repete a frase "O que pior pode acontecer", contrastando com pessimismo de Clarissa. O garoto geralmente ajuda Clarissa dando a ela conselhos os mais diversos.
- Ferguson W. Darling (Jason Zimbler) - O irmão ruivo mais novo de Clarissa. É detestável e desagradável, ele e Clarissa vivem brigando. Apesar das brigas, vez ou outra eles se ajudam, quando há benefícios para ambos. Clarissa se refere a ele com muitos apelidos. Ele já quis ser presidente da turma para posteriormente seguir carreira política. O garoto ama dinheiro tem grande ambição e odeia quando seus planos não funcionam.
- Marchel Darling (Joe O'Connor) - Ele é o pai de Clarissa e Ferguson. É um arquiteto que desenha projetos incomuns, a maioria atrações turísticas. Clarissa O procura para conselhos, mas ele é menos compreensivo que sua mãe. Ele e Janet são ex-hippies. Às vezes fala de coisa desinteressantes, mas nunca causou nenhum mal propositalmente.
- Janet Darling (Elizabeth Hess) - Mãe de Clarissa e Ferguson, é a única pessoa que Clarissa vê como a voz da razão e de quem ela aceita conselhos. Trabalha no museu infantil e é uma entusiasta da comida orgânica, que cozinha pratos bizarros e que sua família não aprecia. É bem humorada e responsável na maioria das vezes.

### Personagens Recorrentes
- Hillary (Sara Burkhardt) - Amiga de Clarissa do colégio, que aparece basicamente na segunda temporada.
- Olivia DuPris (Nicole Leach) - Amiga da Clarissa do colégio que aparece na terceira temporada.
- Clifford Spleenhurfer (David Eck) - Clifford cometia bullying contra Ferguson em um episódio da primeira temporada. Quando Clarissa o confronta ele se apaixona por ela, mas ela o despreza. Na segunda temporada, ela começa a sentir falta dele quando ele para de a perseguir, e eles começam um relacionamento que termina inexplicavelmente em algum momento da terceira temporada.
- Debbie Anders (Susan Greenhill) - Mãe distante de Sam. Debbie não é uma mãe convencional, separada do pai de Sam, vive na estrada enquanto o filho mora com o pai. Aparece em dois episódios.
- Tia Mafalda (Heather MacRae) - Tia de Clarissa, ela não a suporta e tenta se livrar dela quando ela vai visitar a família.
- Os Soapersteins - Vizinhos da família de Clarissa. São uma família de gênios, que sempre são citados mas não aparecem na série. Exceto no episódio em que Clarissa trabalha como babá da filha deles Elsie (Michelle Trachtenberg).
- Elise Quackenbush (Cassidy Rae) - Elise é uma garota do colégio por quem Sam é apaixonado. Cansada do medo de Sam de falar com a garota, Clarissa o encoraja a chamá-la para sair, os dois começam um bom relacionamento, que faz com que passem tanto tempo juntos que acabam por se cansarem um do outro e culparem Clarissa por ter juntado eles.
- Paulie Slicksinger (James Van Der Beek) - Baterista de um banda que Clarissa conhece em uma festa. Na festa Clarissa está vestida de Jade, seu alter-ego punk. Como Paulie fica tão fascinado por Jade, Clarissa fica hesitante em contar a verdade.

## Produção

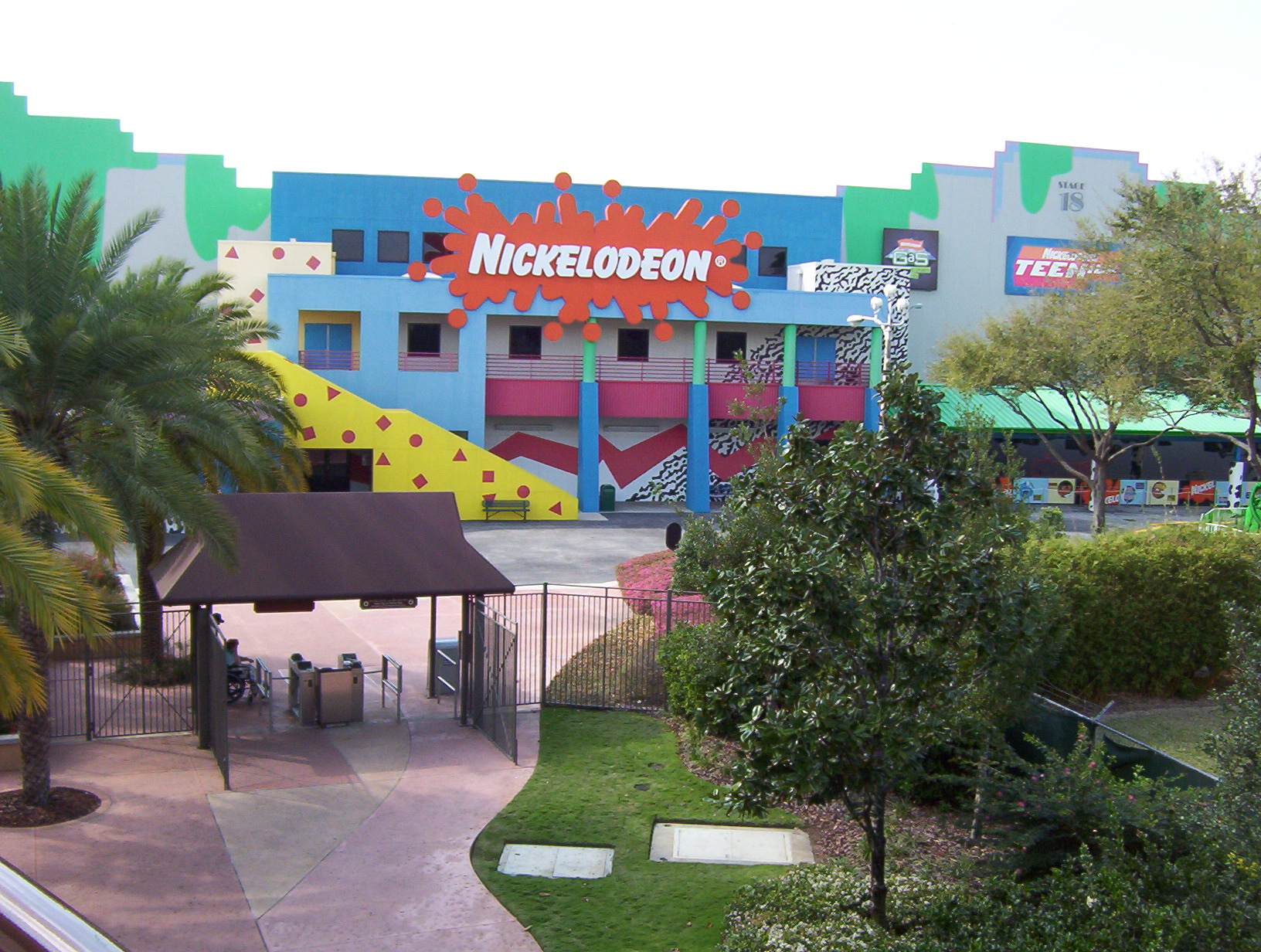
Nickelodeon Estúdios 1990

A gravação do episódio piloto ocorreu em setembro de 1990 e a produção em série acabou em dezembro de 1993. O programa foi filmado no extinto Nickelodeon Estúdios em Orlando, Flórida. Foi um enorme sucesso na década de 1990, gerando alguns dos mais altos índices de audiência de um canal a cabo.
O piloto de um spinoff da série produzido pelo canal CBS em 1995, mas não foi aprovado pela rede. O episódio foi exibido em duas ocasiões na Nickelodeon após o término da exibição original da série. A nova série envolveria o estágio de Clarissa em um jornal de Nova York.
A decisão de estruturar os episódios em cinco temporadas de treze episódios foi tomada apenas em suas reprises, depois que o programa terminou sua transmissão original. Durante a exibição original da série, as temporadas não eram definidas.

## Prêmios
- Emmy Awards - Indicado ao prêmio de "Melhor Programa Infantil" (1994)
- Young Artist Award - Indicado 7 vezes, os atores Melissa Joan Hart (ganhou 3 vezes), Jason Zimbler e Sean O'Neal. Melissa também recebeu o prêmio honorável "Child Star Award" da associação em 2013.[7]

## Lançamentos em Vídeo e Streaming
Durante os anos 90, uma série de fitas VHS foi lançada, cada uma contendo 2 ou 3 episódios, geralmente centrados em um determinado tema, como escola, namoro, rivalidade entre irmãos, etc.
Em maio de 2005, a primeira temporada do programa foi lançada em DVD como parte da "Nickelodeon Rewind Collection" pela Paramount Pictures. A segunda temporada estava programada para ser lançada alguns meses depois, mas teve sua produção interrompida. Até a presente data, não há planos de lançar a série em DVD. Todos os episódios estão disponíveis no serviço de streaming Amazon Prime Video, apenas nos Estados Unidos.

## Lista de Episódios
01. "Clarissa's Revenge" - 01 de Março 1991
02. "No T.V." - 23 de Março 1991
03. "Clarissa News Network" - 06 de Abril 1991
04. "Haunted House" - 13 de Abril 1991
05. "New Addition" - 20 de Abril 1991
06. "School Picture" - 27 de Abril 1991
07. "Urge to Drive" - 04 de Maio 1991
08. "Bully" - 11 de Maio 1991
09. "Brain Drain" - 18 de Maio 1991
10. "Clarissa Makes a Cake" - 25 de Maio 1991
11. "Sick Days" - 01 de Junho 1991
12. "Cool Dad" - 08 de Junho 1991
13. "Parents Who Say No!" - June 15, 1991
14. "Crush" - 14 de Fevereiro 1992
15. "She Drives Me Crazy" - 23 de Fevereiro 1992
16. "Sam Darling" - 01 de Março 1992
17. "President Ferguson" - 08 de Março 1992
18. "ME 101" - 07 de Junho 1992
19. "Misguidance Counselor" - 14 de Junho 1992
20. "Sam in Love" - 28 de Junho 1992
21. "A New Look" - 12 de Julho 1992
22. "Total TV" - 15 de Agosto 1992
23. "The Understudy" - 22 de Agosto 1992
24. "Can't Buy Love" - 29 de Agosto 1992
25. "The Great Debate" - 05 de Setembro 1992
26. "The Return of Malfada" - Setembro 12, 1992
27. "Janet's Old Boyfriend" - 26 de Setembro 1992
28. "Sam's Swan Song" - 19 de Setembro 1992
29. "Poetic Justice" - 10 de Outubro 1992
30. "The Darling Wars" - 24 de Outubro 1992
31. "Punch the Clock" - 21 de Novembro 1992
32. "The Silent Treatment" - 28 de Novembro de 1992
33. "Involunteering" - 12 de Dezembro 1992
34. "Take My Advice... Please" - 19 de Dezembro 1992
35. "Marshall's Midlife Crisis" - 26 de Dezembro 1992
36. "Football Fever" - 23 de Janeiro 1993
37. "Life of Crime" - 30 de Janeiro 1993
38. "Marshall's Parents Visit" - 13 de Fevereiro 1993
39. "Blind Date" - 27 de Fevereiro 1993
40. "The Flu" - 13 de Março 1993
41. "ESP R Us" - 27 de Março 1993
42. "Commitment" - 17 de Abril 1993
43. "Road Trip" - 8 de Maio 1993
44. "The Bicycle Thief" - 22 de Maio 1993
45. "Boy Thoughts" - 19 de Junho 1993
46. "Hero Worship" - 26 de Junho 1993
47. "A Little Romance" - 14 de Agosto 1993
48. "Tale of Two Moms" - 28 de Agosto 1993
49. "The Zone" - 10 de Setembro 1993
50. "Don't I Know You?" - 11 de Setembro 1993
51. "Babysitting" - 25 de Outubro 1993
52. "Educating Janet" - 16 de Outubro 1993
53. "The Cycle" - October 23, 1993
54. "A New Mom" - 13 de Novembro 1993
55. "Editor in Chief" - 13 de Novembro 1993
56. "Piper Comes to Visit" - 4 de Dezembro 1993
57. "Alter Ego" - 18 de Dezembro 1993
58. "Sam's Dad" - 8 de Janeiro 1994
59. "The Firm" - 15 de Janeiro 1994
60. "Janet and Clarissa, Inc." - 5 de Fevereiro 1994
61. "Dear Clarissa" - 12 de Março 1994
62. "Ferguson Explains It All" - 23 de Abril 1994
63. "UFO" - 16 de Julho 1994
64. "Clarissa Gets Arrested" - 23 de Julho 1994
65. " The Last Episode" - 3 de Dezembro 1994